# Fritz Overbeck (Politiker)
Fritz Overbeck (* 17. September 1905 in Enkesen; † 26. Oktober 1984) war ein deutscher Politiker und Landtagsabgeordneter (FDP).

## Leben und Beruf
Nach dem Besuch der Volksschule und des Gymnasiums studierte er an der Höheren Landbauschule mit dem Abschluss Agraringenieur. Unterbrochen durch den Kriegsdienst und die Gefangenschaft bewirtschaftete er den elterlichen Hof.
1946 wurde Overbeck Mitglied der FDP und war in zahlreichen Parteigremien vertreten. Ab 1960 war er Kreisvorsitzender der FDP im Landkreis Soest. Außerdem engagierte er sich in berufsständischen Organisationen, so war er z. B. Vorsitzender des Bundesverbandes staatlich geprüfter Landwirte.

## Abgeordneter
Vom 13. Juli 1954 bis zum 12. Juli 1958 und vom 9. August 1962 bis zum 25. Juli 1970 war Overbeck Mitglied des Landtags des Landes Nordrhein-Westfalen. In der dritten und in der sechsten Wahlperiode wurde er über die Landesliste seiner Partei gewählt. In der fünften Wahlperiode rückte er über die Landesliste nach.
Ab 1952 gehörte er dem Gemeinderat der Gemeinde Enkesen an und war von 1952 bis 1956 Bürgermeister. Ebenfalls ab 1952 gehörte er dem Kreistag des Landkreises Soest an.